# Unterseeboot 606
L'Unterseeboot 606 ou U-606 est un sous-marin allemand (U-Boot) de type VIIC utilisé par la Kriegsmarine pendant la Seconde Guerre mondiale.
Le sous-marin fut commandé le 22 mai 1940 à Hambourg (Blohm & Voss), sa quille fut posée le 12 mars 1941, il fut lancé le 27 novembre 1941 et mis en service le 22 janvier 1942, sous le commandement de l'Oberleutnant zur See Hans Klatt.
Il fut coulé dans l'Atlantique Nord par des navires alliés, en février 1943.

## Conception
Unterseeboot type VII, l'U-606 avait un déplacement de 769 tonnes en surface et 871 tonnes en plongée. Il avait une longueur totale de 67,10 m, un maître-bau de 6,20 m, une hauteur de 9,60 m et un tirant d'eau de 4,74 m. Le sous-marin était propulsé par deux hélices de 1,23 m, deux moteurs diesel Germaniawerft M6V 40/46 de 6 cylindres en ligne de 1 400 cv à 470 tr/min, produisant un total de 2 060 à 2 350 kW en surface et de deux moteurs électriques BBC GG UB 720/8 de 375 cv à 295 tr/min, produisant un total 550 kW, en plongée. Le sous-marin avait une vitesse en surface de 17,7 nœuds (32,8 km/h) et une vitesse de 7,6 nœuds (14,1 km/h) en plongée. Immergé, il avait un rayon d'action de 80 milles marins (150 km) à 4 nœuds (7,4 km/h; 4,6 milles par heure) et pouvait atteindre une profondeur de 230 m. En surface son rayon d'action était de 8 500 milles nautiques (soit 15 700 km) à 10 nœuds (19 km/h). 
L'U-606 était équipé de cinq tubes lance-torpilles de 53,3 cm (quatre montés à l'avant et un à l'arrière) qui contenait quatorze torpilles. Il était équipé d'un canon de 8,8 cm SK C/35 (220 coups) et d'un canon antiaérien de 20 mm Flak. Il pouvait transporter 26 mines TMA ou 39 mines TMB. Son équipage comprenait 4 officiers et 40 à 56 sous-mariniers.

## Historique
Il reçut sa formation de base au sein de la 5. Unterseebootsflottille jusqu'au 31 août 1942, il intégra sa formation de combat dans la 11. Unterseebootsflottille et dans la 9. Unterseebootsflottille à partir du 1er novembre 1942.

### Convoi ON 166
Le convoi ON 166 (en) appareilla de Grande-Bretagne le 11 février 1943. Le 21, il fut attaqué par deux groupes (meutes) d'U-Boote, dont les U-92, U-186, U-225, U-332, U-529, U-600, U-604, U-623, U-628, U-653 et U-753, dans le « trou noir de l'Atlantique ». 
Les sous-marins allemands parvinrent à désorganiser l'escorte et à infliger de lourdes pertes au convoi pendant une bataille de quatre jours. Le reste du convoi arriva à New York le 3 mars. Le 22 février, l'U-606 coula un navire américain et un navire britannique du convoi. Il endommagea également un autre navire américain, qui fut achevé par l'U-303, avant d'être lui-même endommagé par des charges de profondeur lancées du destroyer ORP Burza.

### Convoi HX 212
Le convoi HX 212 appareillait de New York le 18 octobre 1942. Le voyage commença mal, avec une collision entre deux des navires du convoi au large de Halifax le 21 octobre. Le 26, un des sous-marins de la meute Puma repéra le convoi. L'attaque commença immédiatement et se prolongea jusqu'au 29 octobre, quand les U-Boote furent repoussés par des avions basés en Islande. Les sous-marins coulèrent six navires marchands sans subir de pertes. Le convoi arriva à Liverpool le 2 novembre. L'U-606 coula quant à lui un pétrolier américain et un baleinier norvégien du convoi.

### Fait
L'U-606 fut coulé le 22 février 1943 dans l'Atlantique Nord à la position 47° 44′ N, 33° 43′ O, par des charges de profondeur de l'USCGC Campbell (en) et l'ORP Burza.
36 des 47 membres d'équipage décédèrent dans cette attaque.

## Affectations
- 5. Unterseebootsflottille du 22 janvier 1942 au 31 août 1942 (Période de formation).
- 11. Unterseebootsflottille du 1er septembre 1942 au 31 octobre 1942 (Unité combattante).
- 9. Unterseebootsflottille du 1er novembre 1942 au 22 février 1943 (Unité combattante).

## Commandement
- Oberleutnant zur See Hans Klatt du 22 janvier 1942 au 1er octobre 1942.
- Kapitänleutnant Dietrich von der Esch du 14 septembre 1942 au 26 septembre 1942 (Croix allemande en or).
- Oberleutnant zur See Hans-Heinrich Döhler du 2 octobre 1942 au 22 février 1943.

## Patrouilles
|       | Commandant                   | Départ            | Départ | Arrivée           | Arrivée | Jours     | Succès   |
| ----- | ---------------------------- | ----------------- | ------ | ----------------- | ------- | --------- | -------- |
|       | Oblt. Hans Klatt             | 18 août 1942      | Kiel   | 22 août 1942      | Bergen  | 5 jours   |          |
| 1     | Kptlt. Dietrich von der Esch | 14 septembre 1942 | Bergen | 26 septembre 1942 | Bergen  | 13 jours  |          |
| 2     | Oblt. Hans-Heinrich Döhler   | 17 octobre 1942   | Bergen | 5 octobre 1942    | Brest   | 50 jours  | 25 191   |
| 3     | Oblt. Hans-Heinrich Döhler   | 4 janvier 1943    | Brest  | 22 février 1943   | Coulé   | 50 jours  | 17 261   |
| Total | Total                        | Total             | Total  | Total             | Total   | 118 jours | 42 452 t |

Note : Oblt. = Oberleutnant zur See - Kptlt. = Kapitänleutnant

### OpérationsWolfpack
L'U-606 opéra avec les Rudeltaktik (meute de loups) durant sa carrière opérationnelle.
- Puma (26-29 octobre 1942)
- Natter (30 octobre – 8 novembre 1942)
- Kreuzotter (8-24 novembre 1942)
- Falke (8-19 janvier 1943)
- Haudegen (19 janvier – 15 février 1943)

## Navires coulés
L'U-606 coula 3 navires marchands totalisant 20 527 tonneaux et endommagea 2 navires marchands totalisant 21 925 tonneaux au cours des 3 patrouilles (118 jours en mer) qu'il effectua.
| Date            | Nom              | Nationalité | Tonnage | Convoi | Fait      | Localisation         |
| --------------- | ---------------- | ----------- | ------- | ------ | --------- | -------------------- |
| 28 octobre 1942 | Kosmos II        | Norvège     | 16 966  | HX-212 | Endommagé | 54° 40′ N, 29° 00′ O |
| 28 octobre 1942 | Gurney E. Newlin | USA         | 8 225   | HX-212 | Coulé     | 54° 51′ N, 30° 06′ O |
| 22 février 1943 | Chattanooga City | USA         | 5 687   | ON-166 | Coulé     | 46° 53′ N, 34° 32′ O |
| 22 février 1943 | Empire Redshank  | Royaume-Uni | 6 615   | ON-166 | Coulé     | 46° 53′ N, 34° 32′ O |
| 22 février 1943 | Expositor        | USA         | 4 959   | ON-166 | Endommagé | 46° 53′ N, 34° 32′ O |